# Jürgen Moll
Jürgen Moll (født 16. november 1939, død 16. december 1968) var en tysk fodboldspiller (forsvarer/angriber).
Moll spillede hele sin karriere, fra 1957 til 1968, hos Eintracht Braunschweig. Han var med til at sikre klubben det tyske mesterskab i 1967.
Moll døde sammen med sin kone i en bilulykke i 1968.

## Titler
Bundesliga
- 1967 med Eintracht Braunschweig